# NRP Viana do Castelo
O NRP Viana do Castelo (P360) é um navio-patrulha oceânico da classe Viana do Castelo da Marinha Portuguesa resultante do projeto NPO 2000.  Com um custo superior a 50 milhões de euros,
a sua recepção provisória foi feita em 2010-12-29 e foi entregue ao estado português em 2011-04-26, após 6 anos de atraso. O navio-patrulha, apesar de ter uma guarnição de 38 militares, necessita apenas de 6 elementos para operar em condições de navegação normais.
O navio-patrulha tem como madrinha Manuela Ramalho Eanes.
O navio é utilizado principalmente para ações de patrulha da vasta Zona Económica Exclusiva Portuguesa.

## Cronologia
Em Junho de 2009 foi anunciado que a entrega do navio à Marinha de Portugal estaria prevista para Julho desse ano, sendo os atrasos atribuídos a "detalhes de natureza técnica que tiveram de ser afinados para que o modelo cumpra todos os requisitos que são necessários".
Em 2010 o Ministro da Defesa Nacional adjudicou à Oto Melara duas peças de artilharia de 30mm e o respectivo sistema EO/IR destinados a equipar os dois primeiros navios da classe Viana do Castelo, onde se inclui o NRP Viana do Castelo.
Em 2011-08-20 o navio completou 500 horas de navegação em duas missões operacionais.  Com base nessa experiência, o comandante do patrulha, o capitão-de-fragata César Manuel Pires Correia, declarou que "Em alguns aspetos, este navio até ultrapassou as expectativas iniciais."
Em 13 de Outubro de 2015, o navio deu início à sua primeira missão na Região Autónoma dos Açores.